# Excoecaria kawakamii
Excoecaria kawakamii är en törelväxtart som beskrevs av Bunzo Hayata. Excoecaria kawakamii ingår i släktet Excoecaria och familjen törelväxter.
Artens utbredningsområde är Taiwan. Inga underarter finns listade i Catalogue of Life.